# Boinae
Los boinos (Boinae) son una subfamilia de boas nativos de América Central, América del Sur, África y el Sureste Asiático. Se reconoce en la actualidad cinco géneros conformados por alrededor de 28 especies.

## Distribución geográfica
Habita América Central, América del Sur, África, Madagascar, Isla Reunión, Mauricio, Molucas y Nueva Guinea.

## Especies
- Boa Linnaeus, 1758.
  - Boa atlantica Gonzalez, Bezerra de Lima, Passos & Silva, 2024[4] - Boa constrictora de la costa del atlántico de Brasil.
  - Boa constrictor Linnaeus, 1758 - Boa constrictora sudamericana.
  - Boa imperator Daudin, 1803[5][6] - Boa constrictora centroamericana.
  - Boa nebulosa Lazell, 1964[6] - Boa constrictora de Dominica.
  - Boa occidentalis Philippi, 1873[4] - Boa constrictora de las vizcacheras o Lampalagua.
  - Boa orophias Linnaeus, 1758[6] - Boa constrictora de Santa Lucía.
  - Boa sigma Smith, 1943[5][6][7] - Boa constrictora del Pacífico mexicano.
- Chilabothrus Duméril & Bibron, 1844.
  - Chilabothrus angulifer (Cocteau & Bibron, 1840) - Boa cubana.
  - Chilabothrus argentum Reynolds et al., 2016 - Boa de plata.
  - Chilabothrus chrysogaster (Cope, 1871) - Boa de las Turcas y Caicos.
  - Chilabothrus exsul (Netting & Goin, 1944) - Boa de las islas Ábaco.
  - Chilabothrus fordii (Günther, 1861) - Boa terrestre de Haití.
  - Chilabothrus gracilis Fischer, 1888 - Boa arborícola de Haití.
  - Chilabothrus granti (Stull, 1933) - Boa de las Islas Vírgenes.
  - Chilabothrus inornatus (Reinhardt, 1843) - Boa de Puerto Rico.
  - Chilabothrus monensis (Zenneck, 1898) - Boa de Mona.
  - Chilabothrus schwartzi (Buden, 1975) - Boa del centro de las Bahamas.
  - Chilabothrus striatus (Fischer, 1856) - Boa de la Española.
  - Chilabothrus strigilatus (Cope, 1862) - Boa del sur de las Bahamas.
  - Chilabothrus subflavus (Stejneger, 1901) - Boa de Jamaica.
- Corallus Daudin, 1803.
  - Corallus annulatus (Cope, 1875) - Boa arborícola anillada.
  - Corallus batesii (Gray, 1860) - Boa esmeralda del Amazonas.
  - Corallus blombergi (Rendahl & Vestergren, 1940) - Boa arborícola de Blomber.
  - Corallus caninus (Linnaeus, 1758) - Boa esmeralda.
  - Corallus cookii Gray, 1842 - Boa arborícola de Cook.
  - Corallus cropanii (Hoge, 1953) - Boa del Ribeira.
  - Corallus grenadensis (Barbour, 1914) - Boa arborícola de Granada.
  - Corallus hortulanus (Linnaeus, 1758) - Boa arborícola amazónica.
  - Corallus ruschenbergerii (Cope, 1875) - Boa arborícola de Ruschenberger.
- Epicrates Wagler, 1830.
  - Epicrates alvarezi Ábalos et al., 1964 - Boa arcoíris argentina.
  - Epicrates assisi Machado, 1945 - Boa arco iris de la caatinga.
  - Epicrates cenchria (Linnaeus, 1758) - Boa arco iris brasilera.
  - Epicrates crassus Cope, 1862 - Boa arco iris paraguaya.
  - Epicrates maurus Gray, 1849 - Boa arco iris colombiana.
- Eunectes Wagler, 1830.
  - Eunectes beniensis Dirksen, 2002 - Anaconda boliviana.
  - Eunectes deschauenseei Dunn & Conant, 1936 - Anaconda de manchas oscuras.
  - Eunectes murinus (Linnaeus, 1758) - Anaconda verde.
  - Eunectes notaeus Cope, 1862 - Anaconda amarilla.